# Bertrand Guillaume de Sauville de Lapresle
Bertrand de Lapresle, né le 5 septembre 1937, est un militaire français. Général de corps d'armée, il est gouverneur des Invalides de 1997 à 2002.

## Biographie

### Origines familiales
Son père et son grand-père étaient assureurs. Ses ancêtres sont originaires du département de la Marne. Le statut de cette famille ne fait pas l'objet d'un consensus. Famille anoblie par une charge à la Cour des monnaies de Paris (1769-1790) pour Régis Valette, ou famille de noblesse inachevée pour Philippe du Puy de Clinchamps : François Guillaume de Sauville (1740-1813) fut nommé conseiller en la Cour des Monnaies par provision du 20 janvier 1768 et reçu le 3 février. Son office est supprimé par l'édit de septembre 1771. Il obtient le 4 décembre suivant des lettres d'honneur de conseiller, enregistrées le 18. Mais l'édit de 1778 déclare nulles et non avenues ces lettres d'honneur et il reprend sa place le 29 juillet 1778 et exerce jusqu'en 1790. Cette famille est reçue à l'ANF lors de l'assemblée générale du 7 juin 1979 en apportant pour acte recognitif les lettres d'honneur de l'office de conseiller à la Cour des Monnaies de Paris datées du 4 décembre 1771. À cette famille appartient également le compositeur Jacques de La Presle.

### Études
Il sort breveté de l'École spéciale militaire de Saint-Cyr.
Il est titulaire du brevet technique d’études militaires supérieures ainsi que d'une maîtrise de sciences économiques et du diplôme de l’Institut d'études politiques de Paris (section économique et financière).

### Carrière militaire
Bertrand de Lapresle a fait une grande part de sa carrière dans la Légion étrangère. Il sert en Algérie, puis en Allemagne, lors de plusieurs séjours entrecoupés d'affectations en état-major. À la tête du 1er régiment étranger de cavalerie, il sert, comme colonel chef d'état-major à Beyrouth, au sein de la Force multinationale en 1983. Après plusieurs postes à l'état-major de l'armée de terre, il commande en 1989, avec le grade de général de division, la 3e division blindée outre-Rhin. Élevé au rang et à l'appellation de général de corps d'armée en 1990, Bertrand de Lapresle devient major général de l'armée de terre.
Le 1er décembre 1993, le général de Lapresle est nommé commandant de la Force d'action rapide (FAR).
De mars 1994 à février 1995, il fut commandant de la FORPRONU. Il a été ensuite conseiller du Gouvernement pour les questions de défense et, à ce titre et en liaison avec cette charge, chargé de mission concernant les otages français. Il a été également conseiller auprès de Carl Bildt, représentant spécial de l'Union européenne pour l'ex-Yougoslavie.
Du 1er janvier 1997 au 30 juin 2002, il est gouverneur des Invalides.

## Engagements
Le général de Lapresle s'est engagé pour la défense et la reconnaissance des défigurés par la guerre au sein de l'association UBFT (Union des blessés de la face et de la tête). Cette association, fondée par les « gueules cassées », rassemble ceux qui étaient exclus des pensions d'invalidité malgré leur handicap physique. Depuis 1990, cette association est d'ailleurs ouverte aux victimes d'attentats.
L'association met en place des aides sociales et un réseau relationnel, il y a également un soutien financier aux hôpitaux militaires et l’entretien des monuments aux morts, du mécénat au profit de la recherche médicale crânienne et cérébrale.

## Distinctions
- Grand officier de la Légion d'honneur.
- Grand-croix de l'ordre national du Mérite en 2022[7].
- Ordre de l'Empire britannique à titre militaire (chevalier commandeur).
- Commandeur première classe de l'ordre royal de l'Étoile polaire.
- Croix du service méritoire (Canada).
- Officier de l'ordre national du Cèdre.